# Trangla
Trangla è un termine utilizzato in araldica per indicare una fascia ridotta della metà. Quando è scorciata, cioè quando non tocca i lati dello scudo, può costituire l'elemento principale del lambello.

Capo sostenuto da una trangla d'argento (Nuits-Saint-Georges, Francia)
Trangla fiordalisata d'oro (Bazoges-en-Pareds, Francia)
Trangla ondata d'azzurro in punta (Vaux-sur-Seine, Francia)
Trangla cucita d'oro nello stemma Orsini